# Flaga Kraju Permskiego
Flaga Kraju Permskiego (NHR:3719) – jeden z oficjalnych symboli Kraju Permskiego. Jest to flaga o proporcjach 2:3, przyjęta oficjalnie 17 kwietnia 2003 roku, jeszcze w czasach istnienia obwodu permskiego.
Na fladze widnieją trzy kolory: czerwony, biały oraz niebieski. Biały krzyż dzieli flagę na cztery równe prostokąty: dwa niebieskie (rogi: lewy dolny i prawy górny) i dwa czerwone (rogi: lewy górny i prawy dolny). Prostokąty o jednakowej barwie są ułożone względem siebie symetrycznie. W centralnym punkcie flagi i jednocześnie krzyża znajduje się herb kraju (pozbawione elementów roślinnych otaczających tarczę herbową). Flaga ta przypomina układem i wyglądem flagę Dominikany.